# Boeing B-50 Superfortress
O Boeing B-50 Superfortress foi um avião militar multifunção dos Estados Unidos. Era baseado no também militar Boeing B-29 Superfortress.

## História
O Boeing B-50 foi uma evolução do protótipo XB-44 Superfortress que fora derivado do Boeing B-29 Superfortress. Seu primeiro voo ocorreu em 25 de junho de 1947, sendo que no ano seguinte entraria em serviço na USAF. Foi empregado na Guerra da Coreia como avião de reconhecimento aéreo. Em meados da década de 1950, o B-50 começou a ser retirado das linhas de frente da USAF, sendo alguns aviões convertidos em aviões de reabastecimento aéreo (KB-50). O KB 50 foi a última versão construída do B-50 e prestou serviços no início da Guerra do Vietnam em 1965, até ser retirado de serviço após problemas de corrosão.
A produção total do Boeing B-50 foi de 371 aviões, construídos entre 1947 e 1953
|  |  |

## Operadores
Estados Unidos
- Força Aérea dos Estados Unidos (1948-1965)

## Especificações (B-50D)
Dados de: Encyclopedia of U.S. Air Force Aircraft and Missile Systems: Volume II: Post-World War II Bombers, 1945–1973.
Descrições gerais
- Tripulação: 8 à 10 - piloto, co-piloto, bombardeiro, navegador, engenheiro de voo, operador de rádio e contra-medidas eletrônicas, dois artilheiros laterais, artilheiro dorsal e artilheiro de cauda
- Capacidade: 12 700 kg (28 000 lb) de carga interna e externa
- Comprimento: 30,18 m (99 ft)
- Envergadura: 43,05 m (140 ft)
- Altura: 9,96 m (33 ft)
- Área alar: 160 m² (1 720 ft²)
- Peso vazio: 38 426 kg (84 700 lb)
- Peso bruto (carregado): 55 270 kg (122 000 lb)
- Peso de decolagem: 78 471 kg (173 000 lb)

Motorização
- Número de motores: 4x
- Tipo do motor: Motor a pistão radial
- Fabricante/modelo: Pratt & Whitney R-4360-35 28
- Potência por motor: 3 500 hp (2 610 kW)
- Descrição do propulsor/hélice: (versão KB-50) mais 2x propulsores turbojatos General Electric J47-GE-23
Empuxo 5 200 lbf (2 360 kgf) (23 kN)

Performance
- Velocidade máxima: 634 km/h (394 mph)
- Velocidade total em Nó: 342,4 kn (634 km/h)
- Alcance: 12 472 km (7 750 mi)
- Alcance bélico: 3 853 km (2 390 mi)
- Razão de subida: 11 m/s
- Tecto de serviço: 11 247 m (36 900 ft)

Armamentos
- Metralhadoras/canhões: 13x .50 M2 Browning de 12,7 mm (0,500 in) em 4 torres controladas remotamente e 1x na torre da cauda
- Bombas: 9 100 kg (20 100 lb) de bombas no compartimento interno
3 600 kg (7 940 lb) de bombas externas